# Cattania maranajensis
Cattania maranajensis е вид охлюв от семейство Helicidae. Видът е почти застрашен от изчезване.

## Разпространение
Разпространен е в Албания.